# Джиг-спінінг

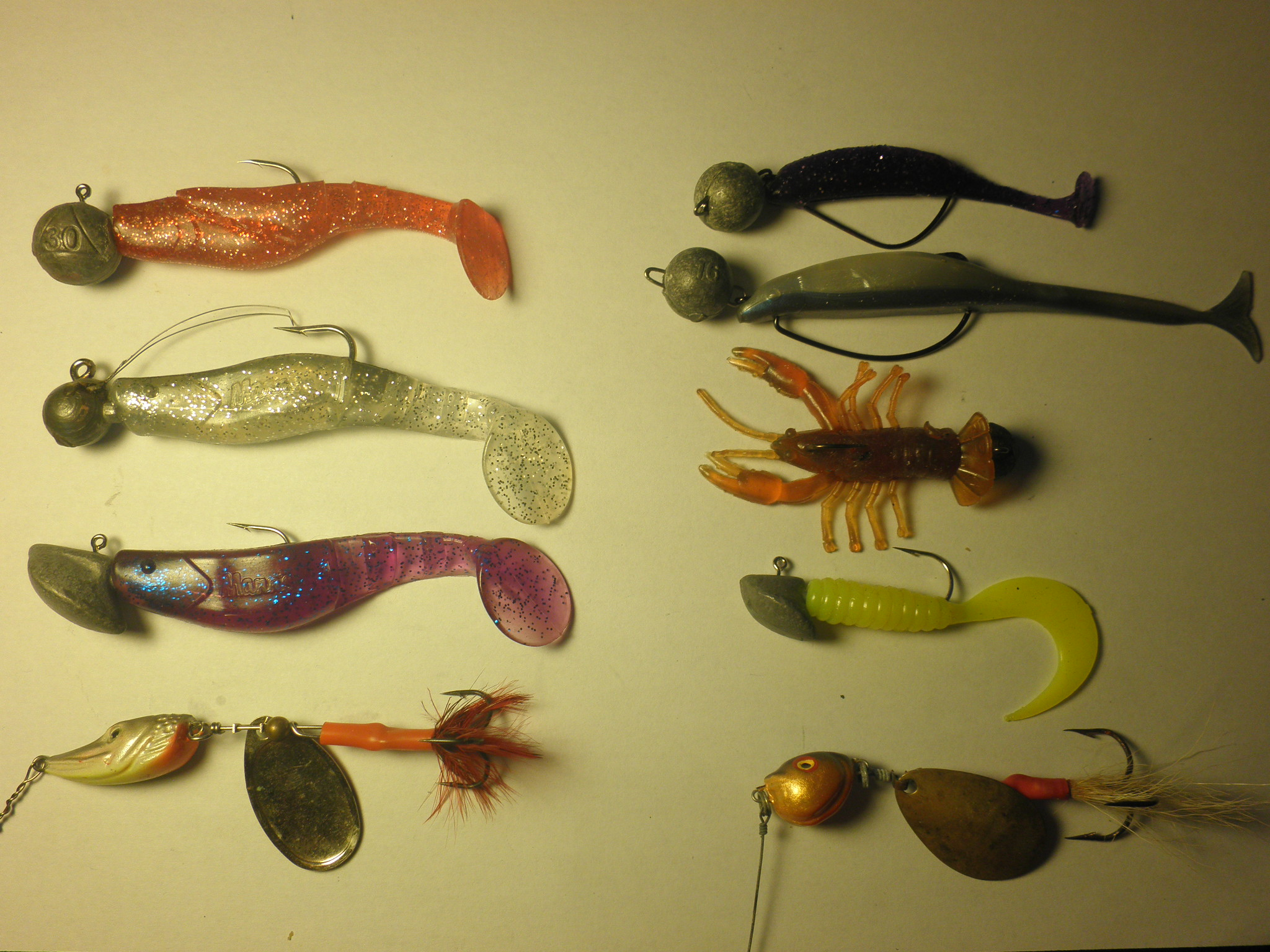
Джиг-приманки

Джиг-спінінг(англ. jig)— в основі лежить спосіб проводки джигової приманки спінінгом. Джига — танець, ймовірно за аналогією з ним названий даний вид лову. Проводка при якій приманка рухається зигзагоподібно щодо дна — називається джиговою. Умовою при джиговій проводці передньопідгруженних приманок є проводка з торканням дна або без.

## Призначення
Джиг призначений для лову хижих видів риб (судак, щука, окунь, сом), які полюють в придонних шарах водойм. Джиг включає в себе джигові приманки і джигові проводки, виділяючись як окремий вид в ловлі спінінгом. Джиговая проводка забезпечується підмоткою приманки котушкою або потяжкой спінінгом, а так само комбінаціями цих способів. При цьому приманка торкається дна і рухається східчасто, за формою траєкторії, що нагадує трикутники і трапеції.

## Джигові снасті
Огрузкою служить джиг-голівка з гачком або груз «вухастик»(«чебурашка») з офсетним гачком на шарнірному монтажі.
Джиг-голівки мають різну вагу і форму. Для джига рекомендується застосовувати плетені волосіні («плетенки», « шнури»), для кращої чутливості, при контакті рибалки з приманкою і більш чіткого відчуття дотику приманкою дна.

## Джигове вудлище
Для джигової ловлі застосовуються спінінги швидкого і надшвидкого строю (фаст, екстрафаст), матеріал переважно вуглепластик.

## Джигові приманки
Джиговим способом можна проводити передньоогружені приманки: силіконову приманку (твістер, ріппер, віброхвіст, слаг, октопус), передньоогружену вертушку, джиг — воблер, такі приманки називаються джиговими.

## Принцип лову
Джигування — джигова приманка проводиться джіговою проводкою, підмотка волосіні(шнура), проводиться котушкою. Риболов спостерігає за кінчиком спінінга і натягом волосіні(шнура). Контроль клювання здійснюється за допомогою тактильних відчуттів рибалки, переданих через бланк спінінга або візуально по кінчику спінінга, а також посмикуванні волосіні(шнура).

## Різновиди джига
Джиг підрозділяється на:
- наноджиг — до 1г,
- мікроджиг — 1 — 7г,
- легкий джиг — 7 — 21г,
- середній джиг — 21 — 42г
- важкий джиг — 42г і більше.